# به‌سوی جنوب (کتاب)
به‌سوی جنوب (به انگلیسی: Going South) شرح حالی از خواننده-ترانه‌سرای نیوزیلندی لورد است که در سال ۲۰۲۱ منتشر شد. این کتاب گزارشی از تجربه وی در بازدید از قاره جنوبگان در ژانویه ۲۰۱۹ با عکس‌های گرفته شده توسط هریت وار، عکاس نیوزیلندی، است. تمام درآمد حاصل از این کتاب برای تأمین بودجه بورسیه تحصیلات تکمیلی ایجاد شده توسط جنوبگان نیوزیلند، یک سازمان دولتی هزینه می‌شود.

## زمینه
لورد علاقه خود را برای کاوش در منطقه جنوبگان از آنجا که سن او برای مطالعه کافی بود، ابراز داشت. در ژانویه ۲۰۱۹، وی به عنوان سفیر قطب جنوب از پایگاه اسکات و پایگاه مک‌موردو، قطب جنوب بازدید کرد. وی در جریان بازدید، گونه‌های میکروسکوپی را در آزمایشگاه‌های محیط زیست مشاهده کرد و با دانشمندان گفتگو کرد. لورد این کتاب را «نوعی پیش ساز عالی» برای سومین آلبوم استودیویی خود توصیف کرد. این مجموعه شامل بیش از ۱۰۰ صفحه از تصاویر گرفته شده توسط عکاس نیوزلندی، هریت وار و نوشته‌هایی از لورد است. تمام درآمد حاصل از این کتاب برای تأمین بودجه بورسیه تحصیلات تکمیلی ایجاد شده توسط جنوبگان نیوزیلند، یک سازمان دولتی هزینه می‌شود.